# 麥肯齊·麥克唐納
麥肯齊·麥克唐納（英語：Mackenzie McDonald，1995年4月16日—）是一位美國職業網球運動員。

## 外部連結
- 麥肯齊·麥克唐納（英文/西班牙文）的官方資料